# Lamanites
 (septembre 2022).
Si vous disposez d'ouvrages ou d'articles de référence ou si vous connaissez des sites web de qualité traitant du thème abordé ici, merci de compléter l'article en donnant les références utiles à sa vérifiabilité et en les liant à la section « Notes et références ».

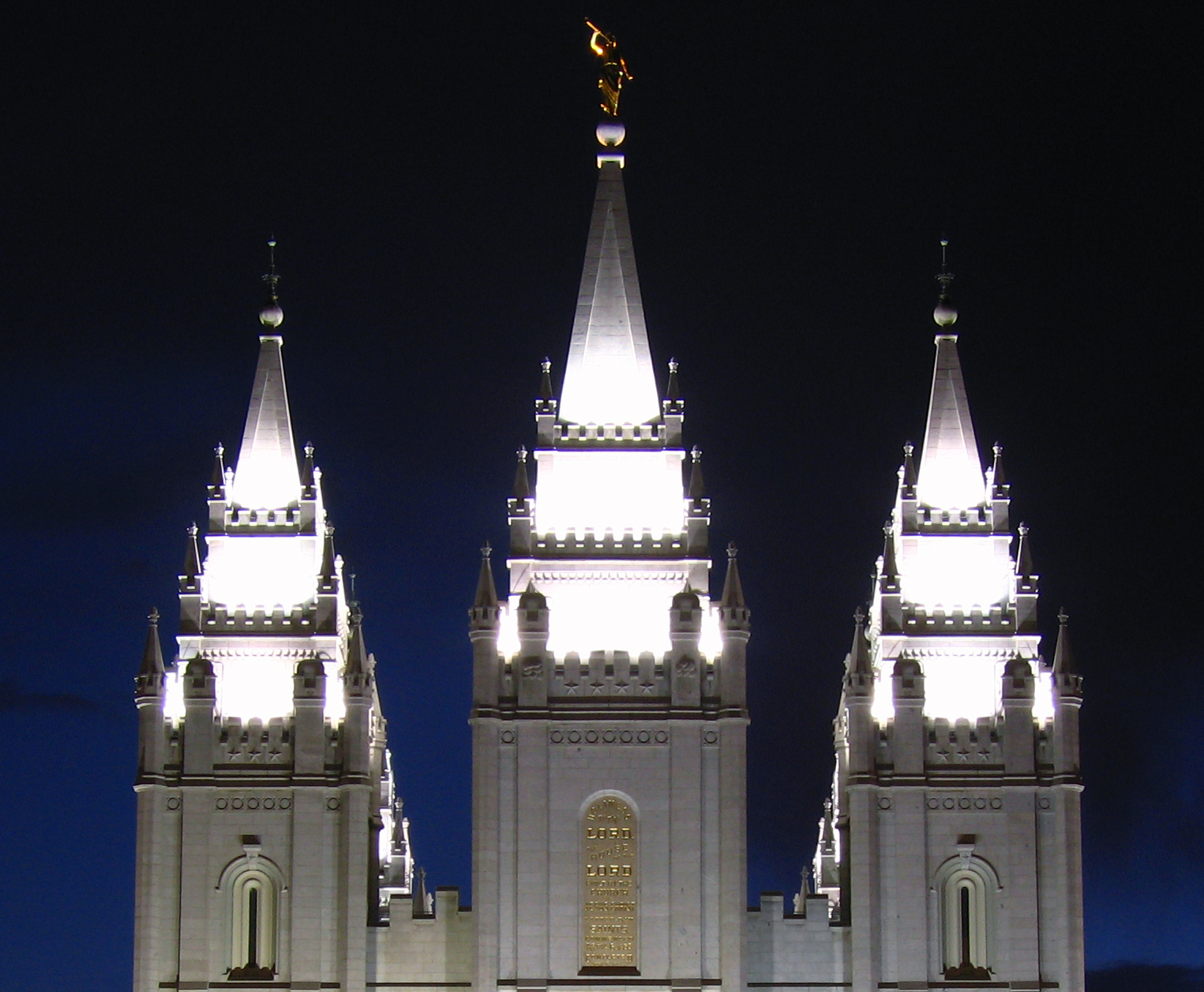
Le temple de Salt Lake City, le plus connu des temples de l’Église de Jésus-Christ des saints des derniers jours.

Les Lamanites sont un peuple du Livre de Mormon. 
Selon le récit, beaucoup de Lamanites descendraient de Laman, fils aîné de Léhi, lequel aurait quitté Jérusalem avec sa famille et serait arrivé sur le continent américain environ 590 av. J.-C..
Selon le Livre de Mormon, les Lamanites avaient le sentiment d'avoir été lésés par Néphi (autre fils de Léhi) et ses descendants. En conséquence, ils se rebellèrent contre les Néphites et rejetèrent souvent les enseignements de l'Évangile. Toutefois, peu avant la naissance de Jésus-Christ, les Lamanites acceptèrent l'Évangile et se montrèrent plus justes que les Néphites. Deux cents ans après la visite du Christ en Amérique, Lamanites et Néphites devinrent méchants et commencèrent à se faire la guerre. Vers 400 ap. J.-C., les Lamanites détruisirent complètement la nation néphite.